# Земельный вопрос в России в 1917 году
Земельный вопрос в России в 1917 году — комплекс отношений в российской деревне, сложившийся в 1917 году. Бурный рост населения в царствование Николая II увеличил излишек рабочей силы в деревне («земельный вопрос»). Февральская революция приводит к тому, что крестьяне начинают массовые самозахваты земель по образцу революции 1905 года.

## «Чёрный передел». Предыстория
Российское крестьянство начинает ожидать массового «чёрного передела» всей земли начиная, по крайней мере, с отмены крепостного права в 1861 г. Резкий демографический рост, происшедший в России в царствование Николая II, заметно обостряет «земельный вопрос». Содержание требований крестьян наглядно видно из наказов местных отделений Всероссийского крестьянского союза 1905 г. 100 % всех этих наказов требовали передачи всей земли в собственность крестьянских общин.

### Структура собственности на землю
Ожидания крестьян на получение таким образом «прирезков» земли были сильно преувеличены: предполагалось получение «прирезков» в 5, 10 или даже 40 гектаров, тогда как на самом деле, по расчётам ещё царского министра земледелия А. С. Ермолова, прирезки должны были составить 23 гектара. Распространённое представление о том, что в предреволюционной Российской империи большая часть земли находилось в собственности помещиков, сильно преувеличено. В XVIII в. законодательство действительно разрешало владеть землёй только дворянам, однако после отмены крепостного права в 1861 году дворяне начали постепенно терять собственность на неё. Земля переходит главным образом в собственность крестьянских общин, а также богатых купцов и крестьян-единоличников. На 1905 год в собственности крестьян (общинной или единоличной) находится 61,8 % частновладельческой земли, к концу 1916 г. — уже до 89 %.
Исследователь Владимир Кабанов подвергает сомнению приводимую в советской историографии цифру в 150 млн десятин земли, перешедшей к крестьянам; по данным учёта на 1919 г. в Европейской части России, подконтрольной большевикам, это число оценивается им в 17,2 млн, на 1920 год в 23,3 млн.; по данным Наркомзема, 15% помещичьей земли уже было захвачено крестьянами до октября 1917 г., на февраль 1918 г. — до 60 %.
Представление о «чёрном переделе» уходило своими корнями в традиционные для России обычаи крестьянских общин, с их регулярными, раз в несколько лет, «равнениями» (переделами) общинной земли между отдельными хозяйствами в соответствии с изменившимся за это время количеством едоков. Среди крестьян начинают распространяться слухи о грядущем «равнении всей земли», независимо от того, в чьей собственности эта земля формально находится. Ричард Пайпс в своей работе «Три 'почему' Русской революции» отмечает «нежелание со стороны русского мужика признать право частной собственности на землю»:

Ещё на рубеже двадцатого века большинство русских людей, как малограмотных, так и образованных, было убеждено в том, что, стоит отменить право частной собственности на землю, — и пригодной для обработки почвы с лихвой хватит каждому. Фактически же земли не хватало. Народонаселение увеличивалось с поразительной стремительностью: ежегодный прирост составлял от пятнадцати до восемнадцати человек на тысячу жителей. Премьер-министр Петр Столыпин произвёл расчёты необходимой площади пахотных земель, которая могла бы прокормить ежегодный прирост населения, и пришел к выводу, что такого количества земли в стране просто нет, даже если встать на путь тотальной конфискации помещичьей. Единственным способом разрешить проблему перенаселения в сельской местности было повышение урожайности и индустриализация страны.
Но это нежелание имело объяснимые причины: при низкой продуктивности аграрного производства, вызванной климатическими факторами, и малоземельем, выжить в одиночку «частный собственник» не мог.

### Отсутствие аграрного капитализма
Аграрный строй России в начале XX века всё ещё не был капиталистическим. Крестьянские наделы были недостаточны, крестьянское сословие практически не участвовало в перераспределении частного землевладения, а следствием нерешенности земельного вопроса были вспышки массового голода 1892, 1897-98,1901, 1905, 1906-08, 1911 г.г. При том, что недоедание было характерной чертой русской деревни, Россия являлась на мировом рынке главным экспортёром зерна. Таким образом, у крестьян изымался не только избыточный продукт, но и основной.
Формирование аграрного капитализма в России было замедленным и мучительным. Первоначальное накопление капитала в деревне отличалось самыми примитивными и грубыми формами. Тысячи бедняков выбрасывались в города, которые не могли предоставить им всем работу. Это, при ограниченности иных занятий, превращало крестьянское хозяйство в последнее средство выживания для подавляющего большинства населения России, более чем на 80% крестьянского.
Крупнейший специалист в сфере земельной собственности В.В. Святловский считал необходимым сохранение крупного землевладения как экономически более эффективного, уже имевшего характер «капиталистического предприятия» с системой полеводства, «совершенно отличной от окружающей крестьянской».
Подоходного налога в России не существовало. Министр финансов  С.Ю. Витте, признавая достоинства буржуазной системы прогрессивно-подоходного налогообложения для капиталистического развития, считал её неприемлемой для России.
Крестьяне были подвержены социальной сегрегации: их земли, с учетом выкупных платежей по реформе 1861 года, были обложены в сорок раз выше помещичьих. Поэтому недоимки по налогам в 1890-х годах в некоторых губерниях достигали  300-400% и более по отношению к годовому окладу налогов. С.Ю. Витте настаивал, что сумма собираемых с крестьян налогов и выкупных платежей (последних—97 млн рублей в год) совершенно не препятствует их развитию, и в бюджете государства большой роли не играет, в сравнении с косвенными налогами.
В результате естественного роста сельского населения и дробления крестьянских хозяйств размер душевого земельного надела сокращался: если в конце XIX века он составлял в среднем 3,5 десятины на душу, то к 1905 году — всего 2,6 десятины. К этому времени из 85 млн крестьян 70 млн были безземельными или малоземельными. 16,5 млн крестьян имели надел от 1/4 до 1 десятины, а 53,5 млн крестьян — от 1 до 1,75 десятины на душу. При такой площади земли обеспечить расширенное товарное производство было невозможно.

### Столыпинские реформы как попытка снять напряжение
Одним из способов решения «земельного вопроса» могло стать массовое переселение избыточной рабочей силы на восток от Урала, где земли было в избытке, в отличие от Европейской части России. В ходе столыпинской реформы 1906–1917 гг. царское правительство пытается решить этот вопрос, однако масштабы переселения оказываются недостаточными. По оценкам, для окончательного решения «земельного вопроса» требовалось переселить «за Урал» до 25 млн чел., что оказалось слишком сложной задачей. В рамках реформы к 1917 г. переселилось всего около 3,1 млн чел., причём 344 тыс. из них вернулись обратно. Такое переселение не поглотило даже естественного прироста населения, произошедшего за это время. Индустриализация России, фактически начавшаяся уже в 1880-е годы, также не решает эту проблему: медленно растущие города оказываются неспособны поглотить весь естественный прирост населения в деревнях.
Столыпинская реформа способствовала освоению целинных и залежных земель в Сибири и Казахстане: площадь посевов в новых регионах выросла на 10,5 млн десятин, дав прирост по стране на 14 %.  Производство за 1911—1915 годами по сравнению с 1901—1905 годами выросло: пшеницы на 12 %, ржи — на 7,4 %, овса — на 6,6 % и ячменя — на 33,7 %. Положение в русской деревне улучшилось, но за счёт отмены выкупных платежей, роста мировых цен на зерно и хороших урожаев 1912 и 1913 годов. Сказался также эффект крестьянской кооперации: если посевная площадь частновладельческих хозяйств уменьшилась на 50 %, то посевная площадь крестьян под хлеба выросла на 20 %.
Одной из ошибок царского правительства являлось представление о традиционных монархических настроениях крестьян, в первую очередь – русских («великороссов») центральных областей Европейской части России. Однако правомонархические черносотенные движения отказались поддерживать требование «чёрного передела», что стало одной из причин постепенной потери ими популярности. Симпатии крестьян всё больше поворачиваются в сторону эсеров с их программой «социализации земли». Выборы в Учредительное собрание уже наглядно показывают, что крестьянство голосует в основном за эсеров.
Дополнительным поводом для недовольства царским правительством для крестьян стала неравномерность мобилизаций на фронт в 1914–1917 годах. Она легла основной своей тяжестью на крестьянство; городское население (например, квалифицированные рабочие) могло пользоваться системой льгот и изъятий, на деревни не распространявшейся. Результатом стала массовая нехватка рабочих рук на селе. Кроме того, негативно были встречены и первые попытки ввести в конце 1916 г. «твёрдые цены» на продовольствие, которые деревня сочла заниженными.

### Развитие крупного помещичьего производства
Хотя в начале XX века помещичье землевладение сокращалось и продолжало деградировать, в руках помещиков продолжала оставаться значительная часть земельных владений, причём лучших. Пережить время реформ смогли крупные латифундии: 30 тыс. помещиков владели 70 млн десятин, а в руках 700 самых богатых дворянских семей было сосредоточено 21 млн десятин, т. е. в среднем на одно такое семейство приходилось по 30 тыс. десятин земли. При этом помещики продавали 47 % всего российского товарного хлеба. Техническое оснащение и агротехнический уровень производства и рентабельности помещичьих хозяйств превосходили крестьянские, 80,6 % применяли наёмный труд.
Однако темпы капиталистической эволюции помещичьего хозяйства были медленными: в начале XX века по всей России насчитывалось всего 570 передовых помещичьих хозяйств, имевших в распоряжении 6 млн десятин земли. Только половина из них вела улучшенное зерновое хозяйство, остальные просто сдавали землю в аренду малоземельным крестьянам на кабальных условиях (за половину урожая, что при урожайности сам-три не обеспечивало крестьянской семье даже пропитания и запаса на семена, загоняя её в ещё большую зависимость и вызывая нарастание социального напряжения в деревне.

## Начало массовых самозахватов земли
К апрелю 1917 года известие о произошедшей Февральской революции окончательно доходит до самых отдалённых уголков страны. Крестьянство реагирует на него возобновлением массовых самозахватов земли в ожидании «чёрного передела». В апреле министерство земледелия зафиксировало 205 «аграрных беспорядков», охвативших 42 из 49 губерний Европейской части России.
В мае зафиксировано «аграрных беспорядков» 558, в июне 1122. В июле-августе количество беспорядков снижается из-за необходимости вести активные полевые работы, однако осенью 1917 происходит взрыв. Уже во время небольшой паузы между полевыми работами в июле официально зарегистрировано 2 тыс. беспорядков, с 1 сентября по 20 октября — более 5 тыс. 3 сентября 1917 года власть в Тамбовской губернии захватил крестьянский Совет, своим «распоряжением № 3» от 11 сентября передавший в собственность крестьянских общин всю помещичью землю вместе со всем хозяйственным имуществом.
По воспоминаниям Суханова Н. Н.:

Мужички же, окончательно потерявшие терпение, начали вплотную решать аграрный вопрос — своими силами и своими методами. Им нельзя было не давать земли; их нельзя было больше мучить неизвестностью. К ним нельзя было обращаться с речами об „упорядочении земельных отношений без нарушения существующих форм землевладения“… И мужик начал действовать сам. Делят и запахивают земли, режут и угоняют скот, громят и жгут усадьбы, ломают и захватывают орудия, расхищают и уничтожают запасы, рубят леса и сады, чинят убийства и насилия. Это уже не „эксцессы“, как было в мае и в июне. Это — массовое явление, это — волны, которые вздымаются и растекаются по всей стране. И опять случайные известия за эти недели: Кишинёв, Тамбов, Таганрог, Саратов, Одесса, Житомир, Киев, Воронеж, Самара, Чернигов, Пенза, Нижний Новгород… „Сожжено до 25 имений“, „прибыл для подавления из Москвы отряд“, „уничтожаются леса и посевы“, „для успокоения посланы войска“, „уничтожена старинная мебель“, „убытки исчисляются миллионами“, „идет поголовное истребление“, „сожжена ценная библиотека“, „погромное движение разрастается, перекидываясь в другие уезды“… и так далее без конца.

По данным исследователя Иллерицкой И. В., на момент 25 октября 1917 года «аграрным движением» было охвачено 91,2 % уездов.
Самозахваты далеко не ограничивались только помещичьими землями; зачастую их жертвой становились «отрубники», вышедшие из крестьянских общин во время столыпинской аграрной реформы. Имели место и случаи столкновений между различными деревнями.
Так как Временное правительство не собирается одобрять «аграрные беспорядки», крестьянство всё сильнее начинает склоняться к поддержке партии эсеров с её доктриной «социализации земли». С июля 1917 года эсеры сами призывают деревни «брать землю». Начиная с апреля, в деревнях начинают появляться и дезертиры с фронта, зачастую вооружённые. На первом этапе именно они первыми начинают нападать на помещичьи и монастырские земли.
Сильное недовольство крестьян вызывает земельная программа первого министра земледелия Временного правительства, кадета Шингарёва А. С., активного противника «чёрного передела». Следующий министр земледелия, эсер Чернов В. М., уже склонялся к принятию крестьянских требований.
Писатель Михаил Булгаков в своём романе «Белая гвардия» (1924) юмористически описывает крестьянские требования так:
| — Вся земля мужикам. — Каждому по сто десятин. — Чтобы никаких помещиков и духу не было. — И чтобы на каждые эти сто десятин верная гербовая бумага с печатью — во владение вечное, наследственное, от деда к отцу, от отца к сыну, к внуку и так далее. — Чтобы никакая шпана из Города не приезжала требовать хлеб. Хлеб наш мужицкий, никому его не дадим, что сами не съедим, закопаем в землю. — Чтобы из Города привозили керосин. |

В мае—июне проходит I Съезд крестьянских депутатов (произошедший независимо от I Съезда рабочих и солдатских депутатов). На Съезде крестьяне согласились с Временным правительством, что «окончательное решение земельного вопроса должно дать Учредительное собрание», однако в специальной резолюции потребовали будущей передачи всей земли крестьянам без выкупа.

## Реакция деревни на попытки Временного правительства ввести продразвёрстку
Вскоре после своего прихода к власти Временное правительство России пытается продолжить политику продразвёрстки, впервые инициированную ещё царским правительством в конце 1916 года.  25 марта (7 апреля) 1917 года принимается закон о государственной монополии на хлеб. В соответствии этим законом, свободный рынок хлеба упразднялся, излишки хлеба сверх установленных норм подлежали изъятию по твёрдым ценам (а в случае обнаружения укрываемых запасов — по половине от твёрдой цены). Для потребителей хлеба устанавливалось нормированное распределение.
Попытка ввести хлебную монополию на практике столкнулась с ожесточённым сопротивлением деревни, в первую очередь — крестьянских общин. Хлебозаготовки составили в процентах от плана: в апреле 1917 г. — 27 %, в мае — 70 %, сентябре — 30 %, в октябре — 19 %. Фактически, Временное правительство не смогло даже наладить учёт хлеба из-за сопротивления сельского населения. 20 августа 1917 года министр продовольствия приказал «взять в деревне хлеб» вплоть до применения оружия. Распоряжение распространялось только на «крупных владельцев, а также производителей ближайших к станциям селений» в связи с явной невозможностью изъятия хлеба у основной массы сельских жителей.
Начиная с июня 1917 года, хлебные пайки в городах несколько раз сокращаются, в августе нормы в Москве и Петрограде доходят до полфунта (200 г) в день на человека. Развал продовольственного снабжения подталкивает рабочих к массовым забастовкам.

## Окончательное решение
В ноябре 1917 года большевики фактически «перехватывают» эсеровский лозунг «социализации земли», своим Декретом о земле раздав землю крестьянам. После этого российское крестьянство вплоть до весны — лета 1918 года погружается в «чёрный передел», устранившись из активной политической жизни.
Уже в начале 1918 года становится ясно, что надежды на получение значительных «прирезков» были сильно преувеличены, к дальнейшему усугублению хаоса приводит массовое прибытие в деревни дезертиров с фронта, резко возросшее с ноября 1917 года. Однако эти дезертиры, в основной массе, уже опоздали к разделу земли. В ходе «чёрного передела» были уничтожены немногие наиболее эффективные имения, в которых помещики или богатые купцы вели хозяйство по передовым европейским методикам, причём урожайность в таких имениях могла превосходить урожайность на крестьянских землях до 50 %.

## Последствия земельного передела
Передел крупных земельных наделов между мелкими крестьянскими хозяйствами  с 1918 года по 1920-е годы с переходом к старой индивидуальной системе землепользования с характерным для неё низким уровнем агротехники привел к чрезвычайному засорению полей и широкому развитию фитопатологических инфекций, что сельхозпроизводителями воспринималось как «нормальное». Это предопределило, в частности, массовую вспышку распространения сорной растительности и вредителей, которая вызвала катастрофические потери урожая в 1932 году во многих зернопроизводящих регионах СССР, когда от 50 до 70% намолоченного зерна оказалось непригодным для использования в качестве продовольственного. Это обернулось массовым голодом 1932-33 годов.
Однако в последующие годы благодаря укрупнению хозяйств и внедрению механизации на селе, внедрению новых сортов культур и удобрений урожайность стабилизировалась, а валовой сбор зерна вырос с 73 млн тонн в 1928/29 году до 100,9 млн тонн в 1939/40 хозяйственном году. Это позволило увеличить количество заготавливаемого государством хлеба с 18,2  млн тонн в среднем в первой пятилетке до 32 млн тонн в третьей. Потребление хлеба на душу населения в 1934/35 году вышло на уровень 1928/29 года (233 кг в год), а в следующем году увеличилось до 259 кг, при том, что население страны выросло с 1926-го по 1939 год на 23 млн человек (с 147 до 170 млн), в том числе городское население выросло вдвое: с 26,3 млн до 56,1 млн. человек.

## Сноски
1. ↑  Александр Николаевич Челинцев. Русское сельское хозяйство перед революцией (рус.). Российская Государственная Библиотека. Новый агроном (Москва) (1928).
2. ↑  Владимир Кабанов. Аграрная революция в России. Дата обращения: 26 января 2011. Архивировано 12 мая 2012 года.
3. 1 2  Милов Л.В. Великорусский пахарь и особенности российского исторического процесса. — 2-е дополненное изд. — М.: РОССПЭН, 2006. — С. 556, 561−564, 567. — 568 с. — ISBN 5-8243-0601-Х.
4. 1 2  Роман Владимирович Косов. Крестьянская земельная собственность Тамбовской губернии в структуре частного землевладения (1861 - 1906 гг. ): Опыт микроисторического анализа // Автореферат кандидатской диссертации. — Тамбов, 2000. Архивировано 5 марта 2019 года.
5. ↑  Святловский В.В. Мобилизация земельной собственности в России (1866-1908 гг.). — Санкт-Петебург, 1911. — С. 94-95.
6. ↑  Витте С.Ю. Конспект лекций о народном и государственном хозяйстве. — Санкт-Петербург, 1912. — С. 471.
7. ↑  Жуйкова Татьяна Николаевна. Особенности налоговой политики России в конце XIX начале XX века // Вестник Воронежского института МВД России. — 2007. — Вып. 2. — ISSN 2071-3584. Архивировано 7 сентября 2013 года.
8. 1 2 3 4   Агарёв, А.Ф.: Лекция 15.  РЕВОЛЮЦИЯ И РЕФОРМЫ В РОССИИ В НАЧАЛЕ XX ВЕКА. www.rsu.edu.ru. Рязанский государственный университет (2010). Дата обращения: 31 января 2021. Архивировано 5 февраля 2021 года.
9. ↑  Леонид Бородкин. Был ли продовольственный кризис причиной революции. Газета РБК. РБК (16 марта 2017). Дата обращения: 31 января 2021. Архивировано 5 февраля 2021 года.
10. ↑  Суханов Н. Н. Записки о революции. Книга 6. Разложение демократии 1 сентября -- 22 октября 1917 года. Дата обращения: 26 января 2011. Архивировано 25 июля 2012 года.
11. ↑  Назаренко Назар Николаевич, Башкин Анатолий Викторович. сорная растительность, болезни и вредители как факторы голода 1932–1933 годов // Самарский научный вестник. — 2019. — Т. 8, вып. 1 (26). — ISSN 2309-4370. Архивировано 30 ноября 2020 года.
12. ↑  Башкин, Анатолий Викторович. Урожаи тридцатых или украденные достижения. istmat.info. Проект «Исторические Материалы». Дата обращения: 6 февраля 2021. Архивировано 27 февраля 2018 года.